# Opaka
Opaka (în bulgară Опака) este un oraș în partea de nord-est a Bulgariei. Aparține de  Obștina Opaka, Regiunea Târgoviște.

## Demografie
Componența etnică a orașului Opaka
     Bulgari (35,93%)
     Turci (50,86%)
     Nicio identificare (13,2%)
     Altele (0,17%)
La recensământul din 2011, populația orașului Opaka era de 2.833 locuitori. Din punct de vedere etnic, majoritatea locuitorilor (50,86%) erau turci, cu o minoritate de bulgari (35,93%). Pentru 13,2% din locuitori nu este cunoscută apartenența etnică.